# Wendy Benson
Pour les articles homonymes, voir Benson.
Wendy Benson-Landes, née le 8 juillet 1971 à New York, est une actrice américaine.

## Biographie
Née Wendy Cunningham Benson, elle est la fille de Gigi et Harry Benson.
Wendy Benson s'est mariée en 2000 avec l'acteur Michael Landes. Le couple a deux enfants.

## Filmographie

### Cinéma
- 1997 : Opposite Corners : Cindy
- 1997 : Quand le destin s'en mêle : Brigitte
- 1997 : Wishmaster : Shannon Amberson
- 1998 : Tactical Assault : Maureen
- 1998 : Where's Marlowe? : Heather
- 2000 : Luck of the Draw : Rebecca Johnson
- 2004 : Beacon Hill : Lauren Reading
- 2005 : The Inner Circle : Karen
- 2010 : Burlesque : Marla

### Télévision
- 1992-1993 : Les Ailes du destin (série télévisée, 6 épisodes) : Taylor
- 1993 : Beverly Hills 90210 (série télévisée, saison 4 épisodes 1 et 2) : Darla Hansen
- 1993 : Génération musique (série télévisée, saison 2 épisode 13) : Katie Stone
- 1995 : Arabesque (série télévisée, saison 12 épisode 2) : Gina Sherman
- 1996 : X-Files (série télévisée, saison 3 épisode Âmes damnées) : Margi Kleinjan
- 1997 : Clueless (série télévisée, saison 2 épisode 7) : Tiffany
- 1999 : Charmed (série télévisée, saison 1 épisode 22) : Joanne Hertz
- 2001 : Il était une fois James Dean (téléfilm) : Julie Harris
- 2002 : JAG (série télévisée, saison 8 épisode 5) : Jeannine Zuzello
- 2007 : Ugly Betty (série télévisée, saison 2 épisodes 9 et 11) : Veronica
- 2009 : According to Jim (série télévisée, saison 8 épisode 14) : Meredith
- 2009 : Ghost Whisperer (série télévisée, saison 5 épisode 10) : Bonnie Olmstead
- 2011 : Les Experts : Miami (série télévisée, saison 9 épisode 14) : Cindy Hawkins
- 2010-2011 : Desperate Housewives (série télévisée, 4 épisodes) : Colleen Henderson
- 2012 : Castle (série télévisée, saison 4 épisode 11) : Amy Kemp
- 2013 : The New Normal (série télévisée, saison 1 épisode 13) : Courtney
- 2013 : Touch (série télévisée, saison 2 épisodes 2 et 5) : Beth Friedman
- 2013 : Mad Men (série télévisée, saison 6 épisode 2) : Cathy
- 2019 : Les feux de l'amour (série télévisée, 4 épisodes) : Mallory
- 2019 : Grey's Anatomy (série télévisée, saison 16 épisode 1) : Susie Wilson
- 2021 : Mr. Mayor (série télévisée, saison 1 épisode 3) : Fancy Lady